# Jasper Hale
Jasper Hale is een van de hoofdpersonen uit de film en de boekenreeks Twilight, geschreven door Stephenie Meyer. Hij is de adoptiezoon van Carlisle en Esme Cullen en de adoptiebroer van Edward, Emmett en Alice Cullen en Rosalie Hale. Alice Cullen is tegelijkertijd ook zijn echtgenote.

Hoewel Jasper en Rosalie dezelfde achternaam dragen, zijn ze geen echte familie van elkaar. Jasper heeft de naam Hale aangenomen om het voor de buitenwereld, die immers niets mag weten van het feit dat het gezin Cullen uit vampiers bestaat, te laten lijken of hij en Rosalie een tweeling zijn. Dit kan omdat de twee qua uiterlijk nogal op elkaar lijken.
In de film wordt de rol van Jasper vertolkt door Jackson Rathbone.

## Achtergrond
Jasper Hale werd geboren als Jasper Whitlock in 1843 in Texas. Hij ging in 1861 het leger in, om mee te vechten in de Amerikaanse Burgeroorlog. Vanwege zijn charismatische persoonlijkheid en zijn strategisch inzicht klom hij al snel op tot de rang van majoor.

In 1863 kwam hij een vampier tegen, genaamd Maria. Maria realiseerde zich dat Jasper met zijn leger-achtergrond voor haar van nut kon zijn, omdat ze de macht wilde hebben in Monterrey en hiervoor een leger van vampiers wilde creëren. Daarom doodde ze hem niet, maar veranderde ze hem in een vampier en zorgde ze dat hij haar hielp.
Jasper trainde de nieuwe vampieren, om te zorgen dat zij goede vechters werden. Als ze niet langer meer nodig waren (ongeveer een jaar na hun transformatie, waarna hun kracht afnam), moest hij hen doden. Na een paar decennia kreeg Jasper er genoeg van en besloot dat hij dit niet langer meer wilde doen. Hij verliet Maria en leefde een tijdje bij twee oude vrienden, Peter en Charlotte.
In diezelfde periode besloot Jasper dat hij zich niet langer wilde voeden met het bloed van mensen. Na zijn transformatie tot vampier had hij namelijk een gave gekregen: hij kon de emoties van mensen om hem heen voelen en beïnvloeden. Dit hield o.a. in, dat hij de angst en wanhoop van zijn prooi voelde vlak voor hij hen doodde. Hier kon hij niet langer meer tegen en daarom verliet hij ook Peter en Charlotte. Hij verschool zich hopeloos in Philadelphia en had geen idee wat hij nu moest doen.
In deze toestand werd hij gevonden door Alice Cullen, die hem in een van haar visioenen had gezien en vervolgens naar hem op zoek was gegaan. Samen kwamen ze uiteindelijk na een lange tocht bij het gezin Cullen terecht. Rond diezelfde tijd trouwde Jasper met Alice.

## Karakter
Jasper wordt omschreven als lang, mysterieus, gespierd en met honingblond haar. Zijn lichaam is bedekt met littekens, als gevolg van de vele gevechten met de nieuwe vampiers die hij trainde. Hij heeft dezelfde achternaam als Rosalie, Hale, aangenomen zodat het lijkt of ze een tweeling zijn in het adoptiegezin Cullen.

Jasper is de 'jongste' van het gezin Cullen - wat ook inhoudt dat hij zijn instincten nog niet altijd goed kan bedwingen. Hij is altijd gewend geweest zich te kunnen voeden met mensenbloed wanneer hij maar wilde, en de nieuwe "vegetarische" levensstijl valt hem soms zwaar. Hoe moeilijk het voor Jasper is om menselijk bloed te weerstaan wordt duidelijk in New Moon, de tweede film. Tijdens Bella's verjaardagsfeestje bij de Cullens thuis, door Alice georganiseerd, snijdt Bella zich per ongeluk, en bloedt maar een beetje aan haar vingers, waardoor Jasper de verleiding niet kan weerstaan en Bella aanvalt, hetgeen door Edward vermeden wordt.